# Sitana fusca
Espèce
Sitana fusca est une espèce de sauriens de la famille des Agamidae.

## Répartition
Cette espèce est endémique du Népal.

## Publication originale
- Schleich & Kästle, 1998 : Sitana fusca spec. nov., a further species from the Sitana sivalensis- complex. Contributions to the herpetology of south-Asia (Nepal, India), Fuhlrott-Museum, Wuppertal, p. 207-226.